# Peugeot Hoggar (concept)
La Peugeot Hoggar è una concept car ideata dalla casa automobilistica francese Peugeot e presentata per la prima volta al Salone dell'automobile di Ginevra nel 2003.

## Caratteristiche
La Hoggar è in sostanza una sorta di futuristica dune buggy con contenuti tecnologici di assoluto rilievo. Caratterizzata da una scocca in fibra di carbonio e da un robusto roll-bar per la protezione dei due passeggeri, la Hoggar è equipaggiata con due motori turbodiesel common rail, uno davanti e uno dietro, entrambi gestiti elettronicamente per far rendere al meglio la trazione integrale che si andava in questo modo a realizzare. I due motori hanno ognuno una cilindrata di 2168 cm3 e una potenza massima di 180 CV, per un totale di 360 CV con coppia massima di 800 Nm. I motori erano sostenuti da strutture tubolari in acciaio e trasferivano la coppia motrice attraverso un cambio sequenziale a 6 rapporti. Dato il tipo di vettura, le sospensioni sono progettate appositamente per un utilizzo su fondi sabbiosi, molto irregolari, e pertanto sono in grado di garantire un'escursione di 500 mm tra massima compressione e massima estensione. Lo schema prevedeva quadrilateri su entrambi gli assi, con bracci in alluminio, ed ammortizzatori a gas.
All'interno dell'abitacolo, la Hoggar sfoggiava un display touch-screen, uno dei primi ad equipaggiare una vettura in quegli anni, più una strumentazione che comprendeva due contagiri, uno per motore, ed altri strumenti e spie per supervisionare lo stato di entrambe le unità motrici.
Il nome Hoggar è quello di una zona desertica in Algeria, che rievoca il paesaggio ideale per l'utilizzo (rimasto teorico) di questa concept di casa Peugeot. Lo stesso nome verrà utilizzato a partire dal 2010 per l'omonimo pick-up prodotto per il solo mercato brasiliano.